# Khalid ibn Sa'id
Khālid ibn Saʿīd ibn al-ʿĀṣ al-Umawī (in arabo خالد بن سعيد‎?; La Mecca, ... – al-Shām, 635) è stato un Sahaba di Maometto.
Fu uno dei primi a convertirsi all'Islam, malgrado appartenesse a uno dei clan più ricchi e potenti di Mecca, in linea di massima ostile a qualsiasi cambiamento sociale e culturale che potesse mettere a rischio i suoi privilegi. 
Fu tra i Muhajirun 
e partecipò alle lotte contro i Banu Thaqif di Ta'if ed ebbe l'onorifico compito di agire in veste di procuratore matrimoniale (walī) di Umm Habiba, figlia di Abu Sufyan, quando ella (che si trovava in Abissinia), andò sposa al Profeta.